# Junior Eurovision Song Contest 2019
Junior Eurovision Song Contest 2019 var den 17. udgave af Junior Eurovision Song Contest. Konkurrencen blev afholdt i Gliwice i Polen den 24. november 2019.

## Deltagende lande
| Nr | Land           | Artist                                 | Sang                                  | Oversættelse              | Sprog               | National udvælgelse                       | Point | Plads |
| -- | -------------- | -------------------------------------- | ------------------------------------- | ------------------------- | ------------------- | ----------------------------------------- | ----- | ----- |
| 1  | Australien     | Jordan Anthony                         | "We Will Rise"                        | Vi vil Rejse              | Engelsk             | Intern Udvalg                             | 121   | 8     |
| 2  | Frankrig       | Carla                                  | "Bim bam toi"                         | Bim Bam Dig               | Fransk              | Intern Udvalg                             | 169   | 5     |
| 3  | Rusland        | Tatyana Mezhentseva & Denberel Oorzhak | "A Time For Us"                       | En tid for Os             | Russisk, Engelsk    | Akademiya Eurovision                      | 72    | 13    |
| 4  | Nordmakedonien | Mila Moskov                            | "Fire"                                | Ild                       | Makedonisk, Engelsk | Intern Udvalg                             | 150   | 6     |
| 5  | Spanien        | Melani García                          | "Marte"                               | Mars                      | Spansk              | Intern Udvalg                             | 212   | 3     |
| 6  | Georgien       | Giorgi Rostiashvili                    | "We Need Love"                        | Vi har brug for kærlighed | Georgisk, Engelsk   | Ranina 2019                               | 69    | 14    |
| 7  | Hviderusland   | Liza Misnikova                         | "Pepelny (Ashen)"                     | Aske                      | Hviderussisk        | National Udvalg                           | 92    | 11    |
| 8  | Malta          | Eliana Gomez Blanco                    | "We Are More"                         | Vi er mere                | Engelsk             | Malta Junior Eurovision Song Contest 2019 | 29    | 19    |
| 9  | Wales          | Erin Mai                               | "Calon yn Curo"                       | Hjerte Slagning           | Wallsisk            | Chwilio am Seren                          | 35    | 18    |
| 10 | Kasakhstan     | Yerzhan Maksim                         | "Armanyńnan qalma" (Арманыңнан қалма) | Spild ikke din drømme     | Kasahinsk, Engelsk  | Intern Udvalg                             | 227   | 2     |
| 11 | Polen          | Viki Gabor                             | "Superhero"                           | Superhelt                 | Polsk, Engelsk      | Szansa na sukces                          | 278   | 1     |
| 12 | Irland         | Anna Kearney                           | "Banshee"                             | N/A                       | Irsk                | Junior Eurovision Éire                    | 72    | 12    |
| 13 | Ukraine        | Sophia Ivanko                          | "The Spirit of Music"                 | Musikkens Ånd             | Ukrainsk, Engelsk   | Nation Udvalg                             | 59    | 15    |
| 14 | Holland        | Matheu                                 | "Dans met jou"                        | Danse med Dig             | Hollandsk, Engelsk  | Junior Songfestival 2019                  | 186   | 4     |
| 15 | Armenien       | Karina Ignatyan                        | "Colours Of Your Dream"               | Farver i din drøm         | Armensk, Engelsk    | Depi Mankakan Evratesil 2019              | 115   | 9     |
| 16 | Portugal       | Joana Almeida                          | "Vem comigo (Come with Me)"           | Kom med Mig               | Portugisisk         | Intern Udvalg                             | 43    | 16    |
| 17 | Italien        | Marta Viola                            | "La voca della terra"                 | Stemmen fra Jorden        | Italiensk, Engelsk  | Intern Udvalg                             | 129   | 7     |
| 18 | Albanien       | Isea Çili                              | "Mikja ime fëmijëri"                  | Min Barndomsven           | Albansk             | Junior Fest 2019                          | 39    | 17    |
| 19 | Serbien        | Darija Vračević                        | "Podigni glas (Raise Your Voice)"     | Hæv din Stemme            | Serbisk, Engelsk    | Intern Udvalg                             | 109   | 10    |

## Stemmer

### Jury- og onlinestemmer
| Plads | Jury           | Point | Onlinestemmer  | Point |
| ----- | -------------- | ----- | -------------- | ----- |
| 1     | Kasakhstan     | 148   | Polen          | 166   |
| 2     | Polen          | 112   | Spanien        | 104   |
| 3     | Spanien        | 108   | Frankrig       | 84    |
| 4     | Holland        | 105   | Holland        | 81    |
| 5     | Nordmakedonien | 100   | Kasakhstan     | 79    |
| 6     | Frankrig       | 85    | Italien        | 64    |
| 7     | Australien     | 82    | Serbien        | 63    |
| 8     | Armenien       | 70    | Rusland        | 57    |
| 9     | Italien        | 65    | Nordmakedonien | 50    |
| 10    | Serbien        | 46    | Hviderusland   | 48    |
| 11    | Hviderusland   | 44    | Armenien       | 45    |
| 12    | Irland         | 39    | Portugal       | 43    |
| 13    | Georgien       | 37    | Australien     | 39    |
| 14    | Ukraine        | 28    | Irland         | 34    |
| 15    | Rusland        | 15    | Georgien       | 32    |
| 16    | Wales          | 9     | Ukraine        | 31    |
| 17    | Albanien       | 7     | Albanien       | 29    |
| 18    | Malta          | 2     | Malta          | 27    |
| 19    | Portugal       | 0     | Wales          | 26    |

#### 12 point
| N. | Deltager       | Stemmende nation                                                  |
| -- | -------------- | ----------------------------------------------------------------- |
| 7  | Kasakhstan     | Hviderusland, Georgien, Holland , Polen, Serbien , Ukraine, Wales |
| 4  | Holland        | Armenien, Australien, Frankrig, Portugal                          |
| 2  | Polen          | Kazakhstan, Spanien                                               |
| 2  | Spanien        | Albanien, Italien                                                 |
| 1  | Australien     | Rusland                                                           |
| 1  | Serbien        | Nordmakedonien                                                    |
| 1  | Nordmakedonien | Malta                                                             |
| 1  | Italien        | Irland                                                            |